# Chiliotrichiopsis ledifolia
Chiliotrichiopsis ledifolia là một loài thực vật có hoa trong họ Cúc. Loài này được (Griseb.) Cabrera mô tả khoa học đầu tiên năm 1944.